# Smendes I
Smendes gr., Nesbanebdżed egip. – władca starożytnego Egiptu, być może wezyr północy lub namiestnik Dolnego Egiptu, założyciel XXI dynastii, następca Ramzesa XI. Po śmierci Ramzesa XI przeniósł stolicę z Pi-Ramzes do Tanis.
Trudno jednoznacznie stwierdzić czy Smendes I był królem Delty jeszcze w trakcie rządów Ramzesa XI, czy też pełniąc urząd wezyra, sięgnął po władzę dopiero po śmierci Ramzesa. Był przypuszczalnie synem Herhora i Nodżmet, oraz, poprzez małżeństwo z Tentamon II – zięciem Ramzesa XI. Opowiadanie o podróżach Wenamona wymienia Smendesa w takim kontekście, że należy sądzić, iż to on jest faktycznym władcą Egiptu. Dwudziestosześcioletni okres rządów u Manethona potwierdzają źródła archeologiczne, głównie tzw. „stela wypędzonych” przypisywana Smendesowi. Sądzi się, że Smendes rządził przez jakiś czas całym Egiptem, choć zapewne jego władza nie miała charakteru władzy realnej, a jedynie był szanowany przez wpływowych kapłanów Amona zanim faktycznie przejęli oni władzę w Tebach. W czasie gdy prawdopodobnie przyjął tytuły królewskie, w Tebach po raz drugi następowała zmiana na stanowisku arcykapłana Amona. Po Herhorze i Pianchim godność tę przejął syn Pianchiego – Pinodżem I.
Około szesnastego roku panowania Smendesa, Pinodżem przyjął tytuły królewskie, przekazując godność arcykapłana Amona swemu synowi – Masaharcie. Mimo objęcia władzy królewskiej nadal lata liczono według lat panowania Smendesa, co wskazywało na uznawanie jego zwierzchnictwa.
Na przełomie Nowego Państwa i Trzeciego Okresu Przejściowego władzę sprawowali:
- Ramzes XI – w Pi-Ramzes,
- Smendes - w czasie panowania Ramzesa XI – jako wezyr lub namiestnik Dolnego Egiptu. Po śmierci Ramzesa w Tanis jako Król Górnego i Dolnego Egiptu,
- Herhor – jako arcykapłan Amona, wódz armii i wicekról Nubii w Tebach,
- Pianchi – następca Herhora jako arcykapłan Amona i wódz armii w Tebach,
- Pinodżem I – jako arcykapłan Amona w Tebach i później jako Król Górnego i Dolnego Egiptu.

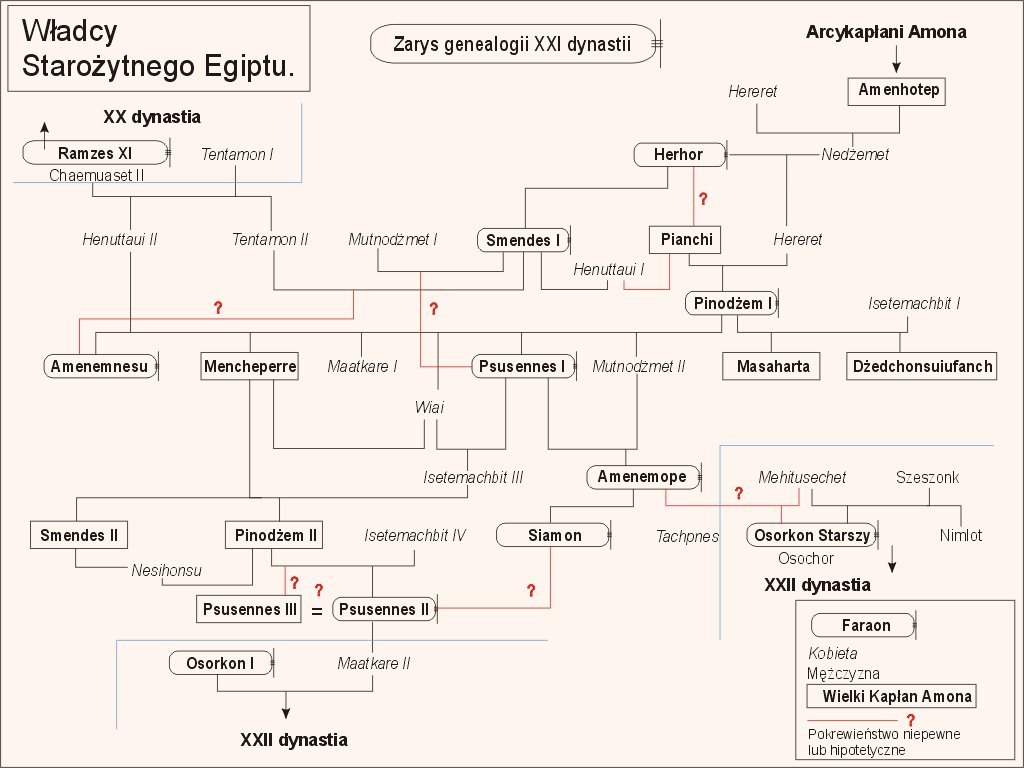
Genealogia XXI dynastii

## Tytulatura
| M23 · X1 | L2 · X1 |

| M23 · X1 | L2 · X1 |

| N5 | S1 | L1 | N5 | U21 · N35 |

| N5 | S1 | L1 | N5 | U21 · N35 |

| N5 | S1 | L1 | N5 | U21 · N35 |

| N5 | S1 | L1 | N5 | U21 · N35 |

| M23 · X1 | L2 · X1 |

| M23 · X1 | L2 · X1 |

| N5 | S1 | L1 | N5 | U21 · N35 |

| N5 | S1 | L1 | N5 | U21 · N35 |

| N5 | S1 | L1 | N5 | U21 · N35 |

| N5 | S1 | L1 | N5 | U21 · N35 |

| G39 | N5 |

| G39 | N5 |

| M17 | Y5 · N35 | U6 | I10 | E10 | V30 | R11 | R11 |

| M17 | Y5 · N35 | U6 | I10 | E10 | V30 | R11 | R11 |

| M17 | Y5 · N35 | U6 | I10 | E10 | V30 | R11 | R11 |

| M17 | Y5 · N35 | U6 | I10 | E10 | V30 | R11 | R11 |

| G39 | N5 |

| G39 | N5 |

| M17 | Y5 · N35 | U6 | I10 | E10 | V30 | R11 | R11 |

| M17 | Y5 · N35 | U6 | I10 | E10 | V30 | R11 | R11 |

| M17 | Y5 · N35 | U6 | I10 | E10 | V30 | R11 | R11 |

| M17 | Y5 · N35 | U6 | I10 | E10 | V30 | R11 | R11 |